# Johan Schönheit
Johan Henrich Schönheit, död 1706, var en fältskär och landsfiskal i Umeå som den 30 juli 1706 i Marstrand avrättades för hädelse och spridande av otillåtna skrifter. 

## Biografi
Tidigare beskrivningar av Schönheits liv har kantats av myter – han omtalas ibland som "livländaren" – men han var i själva verket son till en lärare och teolog i den svensk-tyska provinsen Bremen-Verden. Belagt är också att han tog värvning i svenska armén i början av skånska kriget (1675–1679), och under kriget tjänstgjorde som regementsfältskär i Norge.

### Västerbottens förste läkare
Trots att han saknade formell examen rekryterades Schönheit år 1680 till Västerbotten, som länets förste landsbarbermester och därmed läkare och kirurg. I den rollen ingick han både i länets civila sjukvårdsorganisation, direkt underställd landshövdingen, och i Västerbottens regementsstab, som leddes av överste Reinhold Johan von Fersen. Båda lovordade fältskärens yrkeskunnande inför Kungl. Maj:t för att ge Schönheit tillfälle till examination, men någon sådan kom aldrig till stånd.
Ett annat problem var finansieringen av hans lön. Kronan bidrog inte; kostnaden var ett ansvar för landshövdingen, som fick beviljat att varje hemman skulle betala 1 öre – men det var frivilligt, några påtryckningar fick inte ske. År 1683 ordnade landshövdingen därför så att Schönheit fick disponera skattehemmanet Böle gård på älvens södra sida (i nuvarande stadsdelen Teg), men redan två år senare begärde landshövdingen att också få ta ut en årlig avgift av borgarna i de västerbottniska städerna, för att inte riskera att Schönheit skulle lämna länet. Man lyckades också få tillstånd för Schönheit att tullfritt införa medikamenter till ett värde av 200 daler silvermynt årligen – trots att några stockholmska apotekare skaffat sig ensamrätt på sådan handel.
År 1688 utsågs han av landshövding Kruse till landsfiskal (och därmed länets åklagare). En otrohetsaffär med en borgarhustru blev dock ett uppmärksammat ärende i Umeå rådstugurätt, innan Schönheit 1693 anklagade den nye landshövdingen Gustaf Douglas och några rådsherrar för svindleri av skattemedel – vilket året därpå resulterade i att Douglas blev frikänd och Schönheit kastad i fängelse, där han kom att ägna sig åt religiösa grubblerier.

### Publicist och rabulist
Under fängelsetiden tycks han ha läst den tyske författaren Hans Jakob Christoffel von Grimmelshausens roman Des vortrefflich keuschen Josephs in Ägypten Lebensbeschreibung samt des Musai Lebens-Lauff från 1671, för den 2 maj 1694 anhöll Schönheit vid Stockholms konsistorium om censurens godkännande för tryckning av hans fria översättning Om den förträfflige Kyske Josephs, Jacobs Kiäreste Son i Egypten, Upbyglig, utförlig, mycket tilökt, och berömlige Lefwernes-Beskrifning.
Konsistoriet i Stockholm hänvisade Schönheit vidare till Härnösands konsistorium, dit han ansågs höra, men även de hänvisar vidare då staden saknar tryckeri. Även i Strängnäs blev han avvisad, innan han på nytt försökte i Stockholm, som nu tog sig an manuskriptet. Pastor Nikolaus Bergius tog sig an uppdraget, och fann översättningen språkligt undermålig och inte särskilt uppbygglig. Men pastorn ger i maj 1695 ändå ett villkorat löfte om imprimatur (trycktillstånd) om Schönheit kan förmå sig att ändra vissa syndiga och ogudaktiga delar.
Censor librorum Gustaf Peringer Lillieblad tog sig an redigerandet, men gav upp efter några sidor och skrev till konsistoriet att han "ej mera har tid till sådana barbarismens och obscenitetens rättande", och föreslog Schönheit att ta hjälp av en studiosus (skrivkunnig student). Om alla hänvisningar till "främmande och obekanta syndare" togs bort och det svenska språket förbättrades, skulle större delen av boken kunna tryckas. Men Schönheit följde inte uppmaningen utan fortsatte utan censorns godkännande. Senvåren 1696 var upplagan om 500 exemplar färdig.

### Flykt och avrättning
Upplagan drogs in och Johan Henrik Schönheit flydde 1697 till Hamburg för att undgå lagen. Han ville dock fortsätta disputera frågan om den olovliga publikationen och skickade därför 1701 en egenskriven pamflett till kanslipresident Bengt Gabrielsson Oxenstierna och rådsherren Johan Gabriel Stenbock. 
I tal och skrift påstod han, att i Sverige fanns ingen rätt kristlig kyrka; – att Nattvarden vore en förödelsens styggelse; – att presterna och högskolans professorer voro själamördare och ogudaktiga tyranner; – att magistraten och slottshövdingen i Marstrand samt domrarna i Svea hovrätt voro tjuvar och nidingar; – att Karl den tolftes regering höll svenska folket i neslig träldom, osv.
På grund av detta blev gripen av svenska agenter 1703 och fördes via Bremen-Verden till Stockholm, där han dömdes till  livstids straffarbete och kåkstrykning. I fängelset greps han av religiös väckelse och hans smädelser transformerades till hädelser och han ansågs av överheten sprida vederstyggliga meningar om Jesu lekamen och blod och ifrågasatte Guds ord. Vid en ny rättegång dömdes han till döden.
För detta blev han grymt avrättad i Marstrands fästning den 30 juli 1706. Först brändes hans böcker på bål. Därefter fick han den högra handen avhuggen, tungan utdragen med en krok och till sist huvudet avhugget, och därefter brändes kroppen på bål. Tungan och handen spikades upp på skampålen, i avskräckande syfte.